# Bruno Müller
Bruno Müller, född 13 september 1905 i Strassburg, död 1 mars 1960 i Oldenburg, var en tysk promoverad jurist och SS-Obersturmbannführer. Under andra världskriget ledde han mobila insatskommandon i Polen och Ukraina.

## Biografi
Bruno Müller blev medlem av Nationalsocialistiska tyska arbetarepartiet (NSDAP) och Schutzstaffel (SS) 1931. Efter att ha avlagt juris doktorsexamen var han 1933–1934 tillförordnad borgmästare på den ostfrisiska ön Norderney. Han avlade statsexamen 1935 och övertog samma år ledningen för Gestapo i Oldenburg. År 1937 innehade han samma post i Wilhelmshaven.

### Andra världskriget
Polen
Den 1 september 1939 anföll Tyskland sin östra granne Polen och andra världskriget inleddes. I kölvattnet på de framryckande tyska trupperna följde särskilda insatsgrupper, Einsatzgruppen, vilka inom ramen för Operation Tannenberg hade i uppgift att eliminera personer som kunde tänkas leda det polska motståndet, till exempel politiska aktivister, intelligentia och reservister. Adolf Hitler hade för avsikt att utplåna Polens härskarklass för att därmed ”hugga huvudet av den polska nationen”. Därtill inledde insatsgrupperna massmordet på polska judar. Müller utsågs i september 1939 till chef för Einsatzkommando 2 inom Einsatzgruppe I. Müllers insatskommando följde efter 14:e armén som anfördes av generalöverste Wilhelm List. I september och oktober 1939 opererade insatskommandot i bland annat Bielsko-Biała och Rzeszów. Under andra hälften av september 1939 befann sig Müllers insatskommando i området kring Jarosław, beläget vid floden San. Den tyska arméns generalkvartermästare gav Müller i order att fördriva samtliga av områdets judar över floden San till den östra delen av Polen, som hade ockuperats av Röda armén.
Den 6 november 1939 genomförde Müller och Einsatzkommando 2 den så kallade Operation Sonderaktion Krakau. Under förespegling att Müller skulle hålla en föreläsning om den tyska ockupationsmaktens planer för Polens undervisnings- och utbildningsväsen, kallades 183 professorer och medarbetare vid Jagellonska universitetet i Kraków och två andra läroinstitutioner till Collegium Novum. Samtliga greps och deporterades till koncentrationslägren Sachsenhausen och Dachau. Den 20 november 1939 upplöstes Müllers insatskommando och han blev kommendör för Sicherheitspolizei (Sipo) och Sicherheitsdienst (SD) i distriktet Krakau, men redan påföljande månad avlöstes han på denna post av Walter Huppenkothen.
Efter Tysklands fälttåg mot Frankrike 1940 var Müller verksam vid Sicherheitsdienst i Nederländerna, innan han i oktober samma år utnämndes till chef för avdelningen för invandrings- och omflyttningsfrågor (Amt III:B4) inom Reichssicherheitshauptamt (RSHA), Nazitysklands säkerhetsministerium.
Sovjetunionen
Den 22 juni 1941 anföll Tyskland sin tidigare bundsförvant Sovjetunionen och inledde Operation Barbarossa. Liksom i Polen följdes de avancerande tyska arméerna av Einsatzgruppen. Enligt Hitler var kriget mot Sovjetunionen ett ideologiskt förintelsekrig och den ”judisk-bolsjevikiska intelligentian” måste elimineras. Chefen för Reichssicherheitshauptamt, Reinhard Heydrich, gav insatsgrupperna i uppdrag att mörda judar, partisaner, zigenare, politiska kommissarier (så kallade politruker) och andra personer som ansågs hota Tredje rikets säkerhet. Müller var från juli till oktober 1941 chef för Einsatzkommando 11b (EK 11b) inom Einsatzgruppe D, som opererade i södra Ukraina. Müllers enhet följde Armégrupp Süd under generalfältmarskalk Gerd von Rundstedt och opererade i bland annat Kisjinev, Tighina (Bender), Odessa, Nikolajev samt Jalta på Krimhalvön. Inledningsvis mördade Einsatzgruppen endast män, men i augusti inbegrep massavrättningarna även kvinnor och barn. Den 6 augusti 1941 höll Müller i Tighina ett tal till sitt manskap om nödvändigheten att samtliga judar eliminerades. Han avslutade sitt anförande med att med sitt tjänstevapen skjuta ihjäl en kvinna och hennes spädbarn för att visa sina underlydande vilken uppgift de stod inför.
I oktober 1941 efterträddes Müller av Werner Braune som chef för Einsatzkommando 11b och utnämndes till Gestapo-chef i Stettin. I denna egenskap var han ansvarig för att de återstående judarna i Pommern deporterades till förintelseläger. Müller innehade denna post till oktober 1943 och innehade under återstoden av andra världskriget en rad poster inom det nazistiska polisväsendet. Från oktober 1943 till mars 1944 var han kommendör för Sipo och SD i Wolhynien-Podolien (Volhynien och Podolien) i Reichskommissariat Ukraine. I april sistnämnda år kommenderades han till Rouen i det av Tyskland ockuperade Frankrike för att därstädes leda Sipo och SD. Efter Frankrikes befrielse av de allierade var han verksam vid staben hos Erwin Weinmann, befälhavare för Sipo och SD i Prag. Müllers sista befattning var som kommendör för Sipo och SD i Kiel och han var bland annat ansvarig för Arbeitserziehungslager Nordmark, ett arbets- och uppfostringsläger i Kiel-Hassee. Kort före Tysklands kapitulation i maj 1945 beordrade han att internerna skulle avrättas.

### Efter andra världskriget
Müller greps i juni 1945 och internerades av brittiska myndigheter. Två år senare dömdes han av en brittisk militärdomstol till 20 års fängelse för de krigsförbrytelser han gjort sig skyldig till i Arbeitserziehungslager Nordmark. I samband med en amnesti släpptes han dock redan i september 1953 och verkade därefter som försäkringstjänsteman.
I filmen Katyn från 2007 porträtteras Obersturmbannführer Bruno Müller av Joachim Paul Assböck.